# Linse
Linse byl výbušný člun německé Kriegsmarine z období druhé světové války. Byl jednou ze speciálních zbraní nasazených německým námořnictvem proti spojenecké invazi do Evropy. Bojovým křtem prošel během spojenecké invaze do Normandie.

## Historie

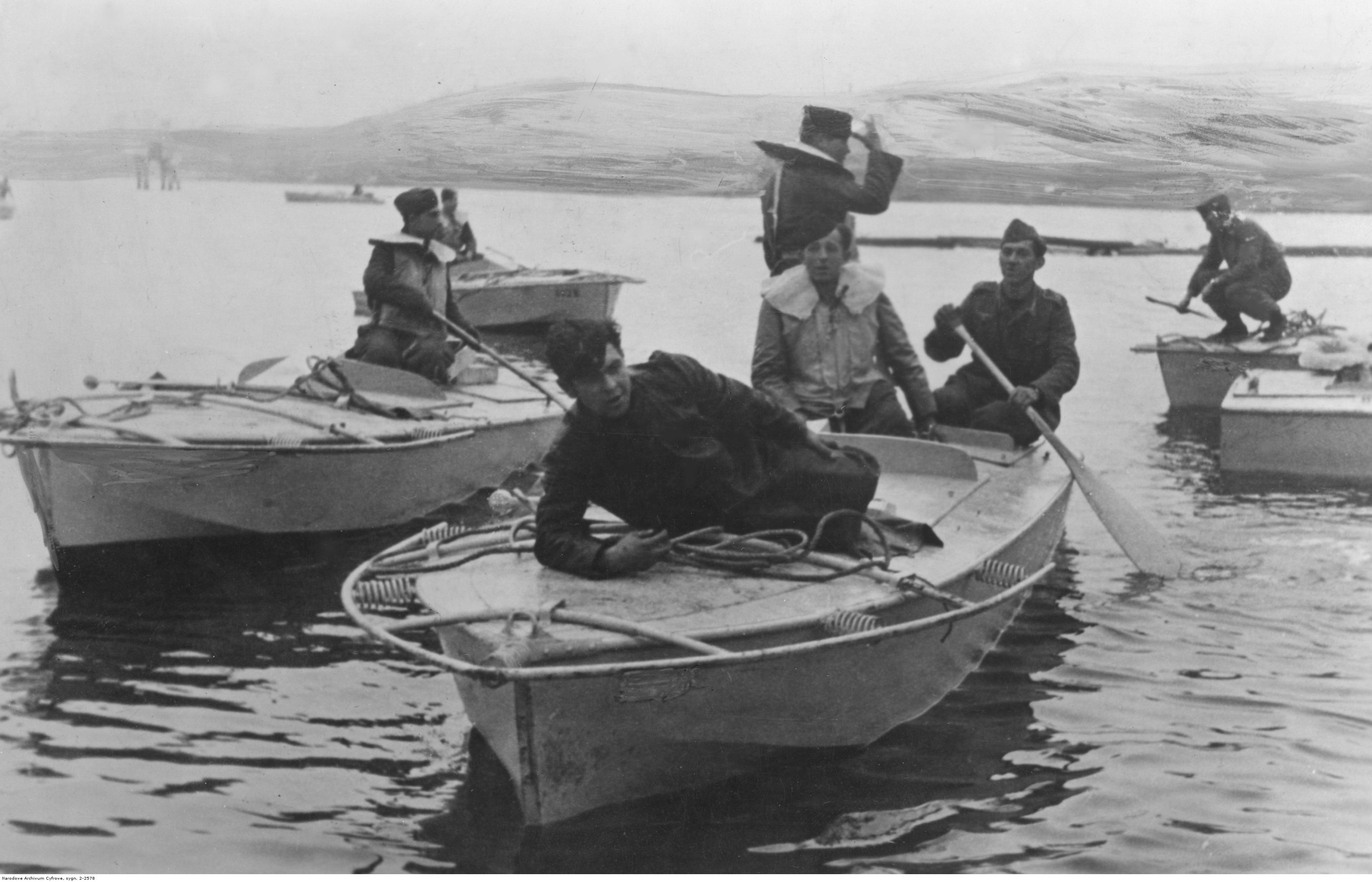
Skupina explozivních člunů Linse

Čluny Linsen byly původně vyvinuty německou rozvědkou Abwehr. Inspirovány byly italskými výbušnými čluny MT. Později byly nasazovány také v rámci tzv. velitelství malých plavidel K-Verband. 

## Konstrukce

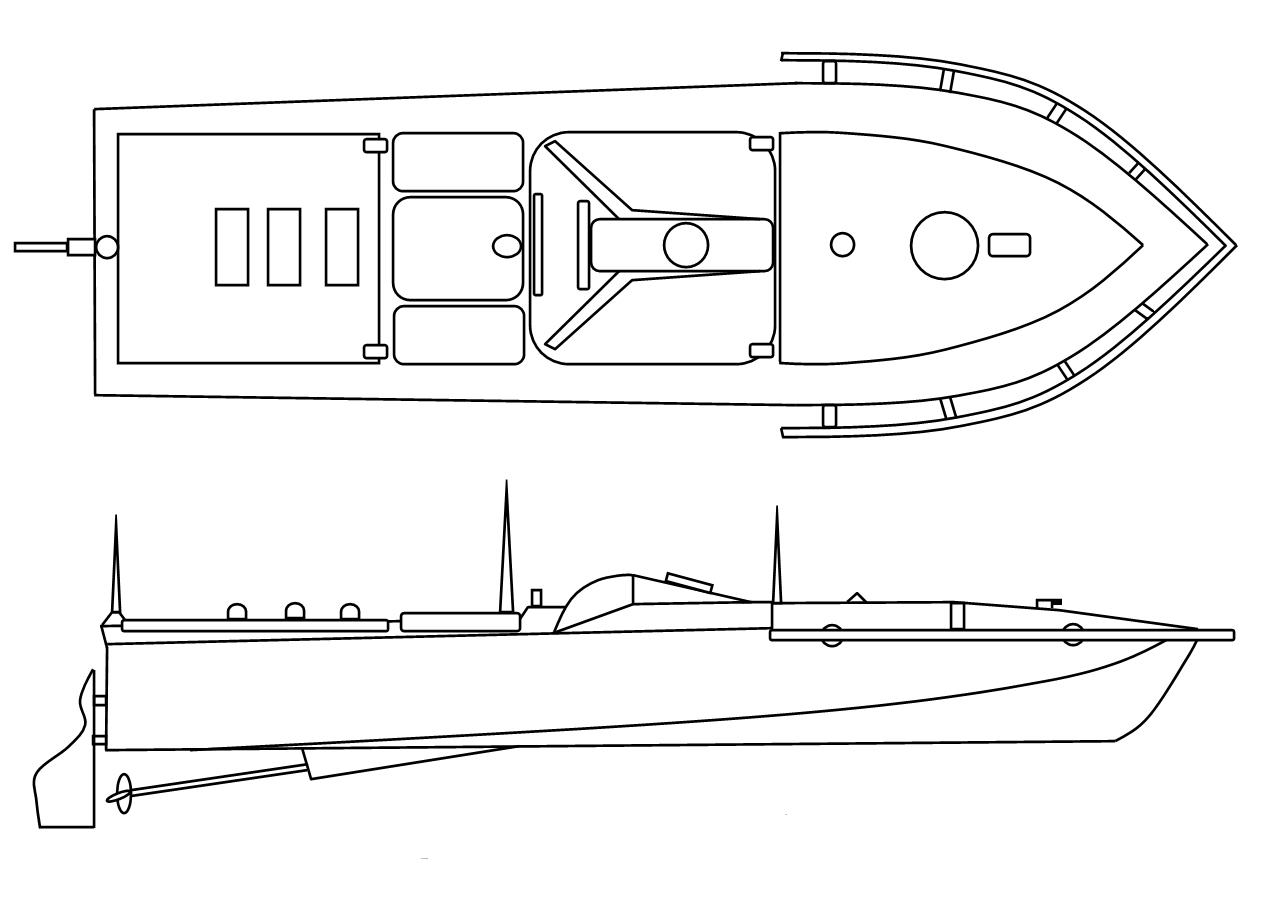
Výbušný člun Linse

Systém Linsen se skládal z jednoho řídícího člunu a dvou dálkově ovládaných výbušných člunů. Každý výbušný člun nesl 300 kg (později 400 kg) trhavin. Posádku řídícího člunu tvořil pilot a dva operátoři, výbušné čluny měly pouze pilota. Piloti výbušných člunů měly za úkol navést je na cíl a 50 metrů od něj skočit do moře, přičemž pilot řídícího plavidla výbušný člun pomocí VKV rádia ovládal po zbytek trasy až do nárazu. Následně měl řídící člun z moře vyzvednout piloty útočných plavidel. Pohonný systém tvořil automobilový benzínový osmiválec o výkonu 95 hp. Nejvyšší rychlost dosahovala 31 uzlů. Dosah byl až 60 námořních mil.